# Слобозія-Ноуе (Бакеу)
Слобозія-Ноуе (рум. Slobozia Nouă) — село у повіті Бакеу в Румунії. Входить до складу комуни Стенішешть.
Село розташоване на відстані 251 км на північ від Бухареста, 28 км на схід від Бакеу, 72 км на південь від Ясс, 136 км на північний захід від Галаца.

## Населення
За даними перепису населення 2002 року у селі проживали 747 осіб, усі — румуни. Усі жителі села рідною мовою назвали румунську.